# Lithacodia onytes
Lithacodia onytes är en fjärilsart som beskrevs av William Schaus 1894. Lithacodia onytes ingår i släktet Lithacodia och familjen nattflyn. Inga underarter finns listade i Catalogue of Life.